# Ефіопія в Другій світовій війні

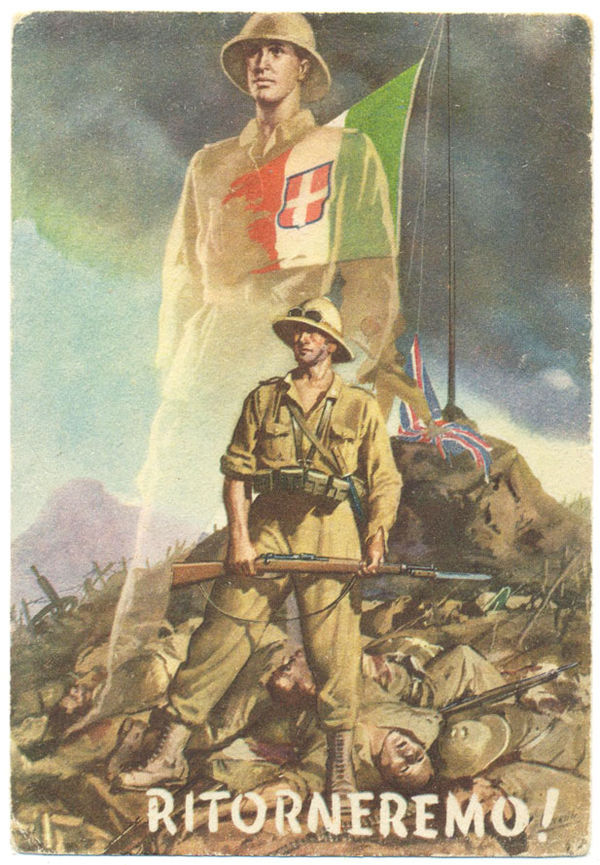
Італійський пропагандистський плакат із закликом помститися британським захопленням італійської Східної Африки.

Партизанська війна в Ефіопії — це конфлікт, який продовжувався з літа 1941 року до осені 1943 року залишками італійських військ в Ефіопії та Сомалі в короткочасній спробі відновити італійську Східну Африку. Партизанська кампанія велася після поразки Італії під час Східноафриканської кампанії Другої світової війни , поки війна все ще вирувала в Північній Африці та Європі.

## Контекст
До того часу, коли Хайле Селассіє , імператор Ефіопії , тріумфально увійшов у Аддіс-Абебу в травні 1941 року, військова поразка сил Муссоліні в Ефіопії від об'єднаних армій ефіопських партизанів і військ союзників (в основному з Британської імперії ) була зафіксована. Коли в листопаді 1941 року генерал Гульєльмо Насі з військовими почестями здав останні війська італійської колоніальної армії в Східній Африці в Гондарі , багато з його персоналу вирішили розпочати партизанську війну в горах і пустелях Ефіопії , Еритреї та Сомалі .. Близько 7000 італійських солдатів (за даними історика Альберто Росселлі)  брали участь у партизанській кампанії в надії, що німецько-італійська армія Роммеля переможе в Єгипті (зробивши Середземне море італійською Mare Nostrum ) і відвоює нещодавно звільнені території. Частина вебсайту Імперського військового музею про поразку Італії у Східній Африці зазначає, що «кілька тисяч [італійських солдатів] втекли, щоб вести партизанську війну до вересня 1943 року, коли Італія капітулювала перед союзниками». 

## Прелюдія
Спочатку існували дві основні італійські партизанські організації: Fronte di Resistenza (Фронт Опору) і Figli d'Italia (Сини Італії).  Fronte di Resistenza — військова організація на чолі з полковником Лукетті з центром у головних містах колишньої Італійської Східної Африки . Його основними напрямками діяльності були військові диверсії та збір інформації про війська союзників для відправлення в Італію різними способами. Організація « Figli d'Italia » була створена у вересні 1941 року чорносорочниками з «Milizia Volontaria per la Sicurezza Nazionale» ( фашистськаорганізація воїнів-добровольців). Вони брали участь у партизанській війні проти союзних військ і переслідували італійських цивільних і колоніальних солдатів ( аскарі ), яких називали «зрадниками» за співпрацю з союзними та ефіопськими військами.
Іншими групами були бійці «Тігрей» лейтенанта Амедео Гільє в Еритреї та партизанська група майора Гоббі, що базується в Дессі .  З початку 1942 року в Еритреї існувала партизанська група під командуванням капітана Алоїзі, яка була присвячена допомозі італійцям втекти з британських таборів військовополонених Асмара і Декамере. У перші місяці 1942 року (через вторгнення Італії в Британський Сомалі в серпні 1940 року) у Британському Сомалі також були італійські партизани . 
По суті, самі по собі, партизани час від часу отримували підтримку та заохочення з материкової Італії. 9 травня 1942 року Regia Aeronautica здійснила далекий 28-годинний політ Savoia-Marchetti SM.75 над Асмарою, розкидаючи пропагандистські листівки, в яких повідомлялося італійським колоністам, що Рим не забув їх і повернеться.  23 травня 1943 року два SM.75 здійснили ще один дальний політ, щоб атакувати американський аеродром у Гурі . Один корабель зіткнувся з проблемами з паливом і натомість бомбардував Порт-Судан ; обидва літаки успішно вразили свої цілі і повернулися на Родос, здобувши значну пропагандистську перемогу. 
Було кілька еритрейців і сомалійців (і навіть кілька ефіопів), які надавали допомогу італійським партизанам. Але їхня кількість скоротилася після поразки Осі в битві при Ель-Аламейні в 1942 році 
Ці партизанські загони (італійською назвою Банде ) могли діяти на дуже великій території, від Північної Еритреї до південного Сомалі . Їхнє озброєння складалося в основному зі старих гвинтівок «91» , пістолетів « Беретта », кулеметів « Фіат » і « Шварцлозе », ручних гранат, динаміту і навіть деяких невеликих 65-мм гармат . Але їм завжди бракувало великої кількості боєприпасів. 

## Партизанська війна
З січня 1942 року багато з цих «Банд» почали діяти за узгодженим наказом генерала Мураторі (командувач фашистської «Мілізії»). Він зміг заохочувати повстання проти союзних сил племені азебо оромо на півночі Ефіопії, яке мало історію повстання. Повстання було придушене силами союзників, які діяли разом з ефіопською армією лише на початку 1943 року 
Навесні 1942 року навіть Хайле Селассіє I (який у своїй автобіографії заявив, що « італійці завжди були прокляттям для ефіопського народу »)  почав відкривати дипломатичні канали спілкування з італійськими повстанцями, нібито тому, що він був вражений перемога Роммеля в Тобруку , Лівія.  Майор Лукетті заявив (після партизанської війни), що імператор, якщо країни осі досягли Ефіопії, готовий прийняти італійський протекторат на таких умовах:
1. повна амністія для всіх ефіопів, засуджених Італією
2. присутність ефіопів на всіх рівнях управління
3. участь імператора Хайле Селассіє в майбутньому уряді протекторату.

Влітку 1942 року найуспішнішими були підрозділи на чолі з полковником Кальдерарі в Сомалі, полковником Ді Марко в Огадені , полковником Рульйо з числа Данакіл і «чорносорочним сотником» Де Варда в Ефіопії. Їхні засідки змусили союзників під керівництвом Вільяма Платта з британською військовою місією в Ефіопії відправити війська з літаками та танками з Кенії та Судану на охоплені партизанами території колишньої італійської Східної Африки.  Того літа влада союзників вирішила стажуватисябільшість італійського населення прибережного Сомалі, щоб уникнути їх можливого контакту з японськими підводними човнами.  У жовтні 1942 року італійські партизани почали втрачати силу через італо-німецьку поразку в битві при Ель-Аламейні та взяття в полон майора Лукетті (глави організації Fronte di Resistenza ).
Партизанська війна тривала до літа 1943 року, коли італійські солдати, що залишилися, почали знищувати своє озброєння, а в деяких випадках втекли до Італії, як лейтенант Амедео Гільє [  (британці прозвали його «Командир диявола»), який досяг Таранто на 3 вересня 1943 р. Він запросив у військового міністерства Італії «літак, наповнений обладнанням для використання для партизанських атак в Еритреї»,  але італійське перемир'я через кілька днів поклало край його плану.
Одним із останніх італійських солдатів, які здалися союзним військам, був Коррадо Турчетті, який писав у своїх мемуарах, що деякі солдати продовжували влаштовувати засідки на війська союзників до жовтня 1943 року. Останнім італійським офіцером, який воював у партизанській війні, був полковник Ніно Трамонті в Еритреї. 

## Партизанські дії варті уваги
З багатьох італійців, які проводили партизанські дії в період з грудня 1941 року по вересень 1943 року, варто звернути увагу на двох:
- Франческо де Мартіні , капітан Служби військової інформації ( Servizio Informazioni Militari , або SIM), який у січні 1942 року підірвав склад боєприпасів у Массауа , Еритрея, а пізніше організував групу еритрейських моряків (з невеликими човнами, які називаються самбуко ), щоб ідентифікувати , і повідомляти Рим за допомогою свого радіо про переміщення Королівського флоту по всьому Червоному морю , поки він не був захоплений у Дахлак-Кебір у серпні 1942 року.  Де Мартіні отримав італійську золоту почесну медаль.
- Роза Дайнеллі , лікар, який у серпні 1942 року зумів увійти в головний склад боєприпасів британської армії в Аддіс-Абебі і підірвати його, дивом уцілівши після величезного вибуху.  Її диверсія знищила боєприпаси для нового британського пістолета-кулемета Sten , відкладаючи використання новоствореного обладнання на багато місяців. Доктора Дайнеллі запропонували на італійську залізну почесну медаль ( croce di ferro ).  Деякі джерела стверджують, що дата нападу насправді була 15 вересня 1941 року

## Список головних італійських партизанських офіцерів
- Лейтенант Амедео Гільє в Еритреї
- Капітан Франческо де Мартіні в Еритреї
- Командувач ВМС Паоло Алоїзі в Ефіопії
- Капітан Леопольдо Ріццо в Ефіопії
- Полковник Ді Марко в Огадені
- Полковник Рульо в Данкалії
- Чорносорошечний генерал Мураторі в Ефіопії/Еритреї
- Офіцер з чорної сорочки Де Варда в Ефіопії
- Офіцер чорнобривців Луїджі Крістіані в Еритреї
- Майор Лукетті в Ефіопії
- Майор Гоббі в Дессі
- Полковник Ніно Трамонті в Еритреї
- Полковник Кальдерарі в Сомалі
- Офіцер аскарі Хамід Ідріс Авате в Еритреї